# Бекер (Минесота)
Бекер (енгл. Becker) град је у америчкој савезној држави Минесота.

## Демографија
По попису из 2010. године број становника је 4.538, што је 1.865 (69,8%) становника више него 2000. године.
| Група             | 2000.         | 2010.         |
| Белци             | 2.608 (97,6%) | 4.322 (95,2%) |
| Афроамериканци    | 9 (0,3%)      | 21 (0,5%)     |
| Азијати           | 12 (0,4%)     | 40 (0,9%)     |
| Хиспаноамериканци | 21 (0,8%)     | 75 (1,7%)     |
| Укупно            | 2.673         | 4.538         |